# Gangelt
Gangelt ist eine Gemeinde im nordrhein-westfälischen Kreis Heinsberg. Der Ort mit seinem noch die spätmittelalterliche, befestigte Kleinstadt widerspiegelnden Ortskern liegt an der Grenze zu den Niederlanden im Westen Deutschlands am Rande des Rodebachtales.

## Geografie

### Gewässer
Neben dem bereits erwähnten Rodebach durchfließt der Saeffeler Bach das Gemeindegebiet. Beide in Ost-West-Richtung fließende Gewässer sind Zuflüsse der nahe gelegenen Maas.

### Nachbargemeinden
|                | Waldfeucht | Heinsberg       |
| Selfkant       |            | Geilenkirchen   |
| Sittard-Geleen | Beekdaelen | Übach-Palenberg |

### Gemeindegliederung
In der folgenden Tabelle wird die Gemeindegliederung (insgesamt 19 Ortsteile) mit den Einwohnerzahlen vom 25. Februar 2013 (Informationen des Einwohnermeldeamtes) angegeben:
| Ortsteil         | Einwohner | Einwohner | Einwohner |
| Ortsteil         | gesamt    | weiblich  | männlich  |
| ---------------- | --------- | --------- | --------- |
| Birgden          | 2.990     | 1.511     | 1.479     |
| Breberen         | 848       | 443       | 405       |
| Broichhoven      | 153       | 79        | 74        |
| Brüxgen          | 494       | 250       | 244       |
| Buscherheide     | 119       | 58        | 61        |
| Gangelt          | 2.595     | 1.423     | 1.172     |
| Harzelt          | 177       | 93        | 84        |
| Hastenrath       | 516       | 267       | 249       |
| Hohenbusch       | 39        | 15        | 24        |
| Kievelberg       | 29        | 15        | 14        |
| Kreuzrath        | 540       | 259       | 281       |
| Langbroich       | 625       | 305       | 320       |
| Mindergangelt    | 242       | 117       | 125       |
| Nachbarheid      | 124       | 60        | 64        |
| Niederbusch      | 553       | 248       | 305       |
| Schierwaldenrath | 617       | 300       | 317       |
| Schümm           | 94        | 45        | 49        |
| Stahe            | 952       | 464       | 488       |
| Vinteln          | 54        | 26        | 28        |
| Gemeinde Gangelt | 11.761    | 5.978     | 5.783     |

## Geschichte

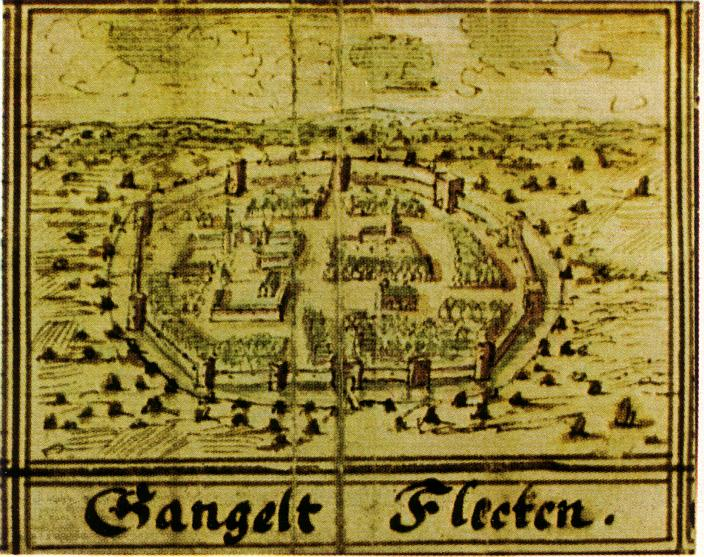
Stadtansicht im Codex Welser um 1720

### Ortsname
Der Ortsname hat keltische Ursprünge. 828 n. Chr. wurde Gangelt zum ersten Mal urkundlich erwähnt. Der Ort war damals ein Königsgut. Später gehörte Gangelt den Herren von Heinsberg. 1301 wird Gangelt als Oppidum (Städtchen) bezeichnet. 1364 existierte eine Burg, Burg Gangelt. Spätestens 1420 bestand eine Stadtbefestigung mit vollständig die Stadt umschließender Stadtmauer und drei Toren. 1472 wurde das Herzogtum Jülich Landesherr. Ende des 18. Jahrhunderts verlor Gangelt den Status einer Stadt.
Die Gangelter werden seit dem 17. Jahrhundert auch „Gangelter Ferkel“ genannt. Dies geht darauf zurück, dass eine Horde Ferkel die „Stadt“ stürmte und den Kornspeicher leer fraß. Seitdem werden die Gangelter oft „Ferkel“ genannt. Im berühmten Wildpark zu Gangelt sind deshalb auch viele Wildschweine (Wildferkel) angesiedelt.

### Darstellung der Geschichte auf Notgeld

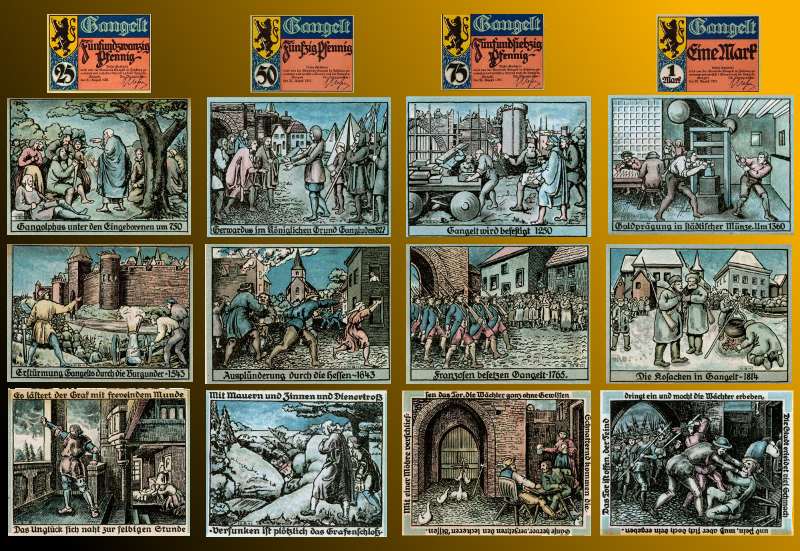
Gangelter Notgeld

In der Zeit der großen Inflation von 1921 druckte Gangelt, wie auch die meisten anderen Städte, Notgeld zur Stabilisierung der Lage. Auf der Rückseite der Noten wurden Motive aus der Geschichte Gangelts dargestellt:
- Gangolphus, ein fränkischer Edelmann, weilte bei der Ausbreitung des Christentums in Gangelt (um 750 n. Chr.)
- Gerwardus, der königliche Schreiber Karls des Großen, übernachtet auf seiner Durchreise von Nimwegen nach Aachen in Gangelt (um 827 n. Chr.)
- Auf den folgenden beiden Notgeldscheinen folgt eine Sage:

„Es lästert der Graf mit frevelndem Munde, das Unglück sich naht zur selbigen Stunde“. „Mit Mauern und Zinnen und Dienertroß – Versunken ist plötzlich das Grafenschloß“
- Gangelt wird befestigt (1250)
- Goldprägung in Städtischer Münze um 1360
- Erstürmung Gangelts durch die Burgunder (1543)
- Auf den folgenden beiden Notgeldscheinen folgt wieder eine Sage:

Diesmal steht die bekannteste Gangelter Sage im Mittelpunkt, die des Gangelter Muhre Penn. „Mit einer Möhre verschließen das Tor, die Wächter ganz ohne Gewissen. Schnatternd kommen die Gänse hervor, verzehren den leckeren Bissen.“ – „Das Tor ist offen, der Feind dringt ein und macht die Wächter erbeben. Die Stadt erleidet viel Schmach und Pein, muss aber sich doch drin ergeben.“
- Gangelt wurde im Dreißigjährigen Krieg von den Hessen erobert und ausgeplündert (um 1643).
- Die Franzosen besetzen in ihren Raubfeldzügen auch Gangelt (1765).
- In den Befreiungszügen gegen Napoleon kampieren die Kosaken auch in Gangelt (1814).

### Religionen, Psychiatrie und Nationalsozialismus

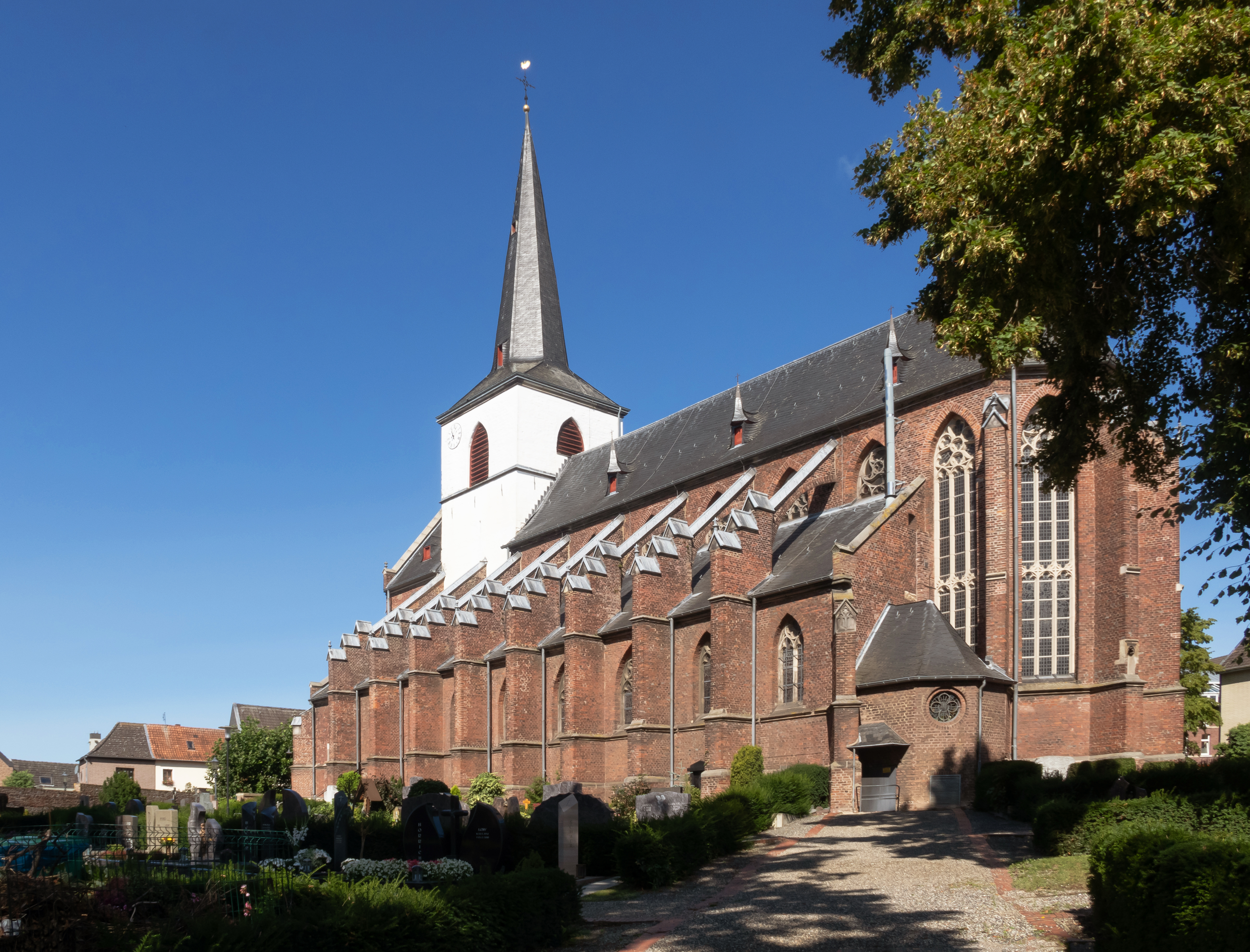
Gangelt, katholische Kirche Sankt Nikolaus

Die meisten Gangelter sind katholisch. Trotzdem spielten andere Religionen und Konfessionen schon immer eine wichtige Rolle in der Geschichte Gangelts.
- Jüdische Gemeinde Gangelt

Die ersten Juden wohnten nachweislich 1654 in Gangelt. Die etwa 1820 erbaute Synagoge wurde zwar während der Reichspogromnacht 1938 nicht niedergebrannt, da das Gotteshaus an einer Häuserzeile lag. Dafür wurde es verwüstet, sein Inventar sowie wertvolle Kultgegenstände geplündert. Die Ruine ist bis heute erhalten (Heinsberger Str.). Seit 1877 besitzt Gangelt einen jüdischen Friedhof.
- Evangelische Kirchengemeinde Gangelt
- New Baptist Church
- Katholische Pfarrgemeinde St. Nikolaus Gangelt
- Die Genossenschaft der Armen Dienstmägde Jesu Christi in Gangelt

Am 29. September 1869 kamen die ersten Schwestern der Armen Dienstmägde Jesu Christi nach Gangelt und eröffneten ihre Niederlassung im Peulenschen Haus, dem heutigen Pfarrheim neben der Pfarrkirche St. Nikolaus.
In den Jahren 1873/74 wurde ein Krankenhaus in der Bruchstraße errichtet, in dem neben den Kranken am 13. November 1875 auch „eine arme Geistesschwache“ aufgenommen und behandelt wurde. 1935 wurde ein Kindergarten in der Neustraße (heutige Wallstraße) errichtet, der später an die katholische Pfarrgemeinde überging.
Am Rathaus der Gemeinde Gangelt wurde am 9. November 1991 eine Gedenktafel zur Erinnerung an die Opfer von Holocaust und „Euthanasie“ in der Zeit der NS-Herrschaft in Gangelt enthüllt:
Wir gedenken der jüdischen Mitbürger und der Behinderten und Kranken,
die Opfer der nationalsozialistischen Gewaltherrschaft geworden sind.
Die Opfer mahnen uns.
Mit dem in der NS-Zeit neu gegründeten staatlichen Gesundheitsamt des Kreises Geilenkirchen-Heinsberg entwickelte sich ab 1935 eine institutionelle Zusammenarbeit sowohl mit der Anstalt Gangelt als auch mit dem „Erbgesundheitsgericht“ Aachen, das zur Vereinfachung des Zwangssterilisationsverfahrens im Sinne der nationalsozialistischen „Rassenhygiene“ nachweislich zwischen September 1935 bis August 1942 routinemäßig in der Anstalt tagte. Die Patienten der Anstalt Gangelt wurden nach dem „Gesetz zur Verhütung erbkranken Nachwuchses“ vom 14. Juli 1933 in der Regel im Krankenhaus Heinsberg zwangssterilisiert.
Insgesamt wurden zwischen 1937 und 1944 nachweislich 258 Patientinnen, unter ihnen 26 minderjährige Mädchen, aus „planwirtschaftlichen“ bzw. „zwingenden kriegswichtigen Gründen“ in andere Anstalten transportiert. Die Anstalten waren 1. die für die Tötungen von geistig und körperlich schwer behinderten Kindern und Jugendlichen vorgesehenen „Kinderfachabteilungen“ (Kinder-Euthanasie) Waldniel, Lüneburg, Uchtspringe, Ueckermünde und Brandenburg-Görden, 2. die Mordanstalten Hadamar, Eichberg, Kaufbeuren, Niedernhart/Linz (Österreich), Gugging/Wien, Wiesengrund/Pilsen (Tschechien) und Meseritz-Obrawalde (heute in Polen). Der weitaus größte Teil dieser Gangelter Psychiatrie-Patientinnen fand im nationalsozialistischen Tötungsprogramm „Aktion T4“, dem Mord an geistig Behinderten und psychisch Kranken, den gewaltsamen Tod. Am heutigen Psychiatrischen Krankenhaus Gangelt gibt es „keine Erinnerung“ an die Opfer der „Euthanasie“. (Literatur/Quellen: siehe unter H. Seipolt)
Die Armen Dienstmägde Jesu Christi in Gangelt betreiben heute neben den Gangelter Einrichtungen Maria Hilf auch einen Kindergarten in Gangelt.

### COVID-19-Pandemie
Vermutlich wurde in Folge einer Karnevalssitzung in der Gemeinde Gangelt im Ortsteil Langbroich, an der ein infiziertes Ehepaar teilnahm, die erste bekannte größere Ausbreitung der COVID-19-Pandemie in Deutschland verursacht.

### Eingemeindungen
Bis zum Jahre 1926 gehörten die Gemeinde Gangelt mit den Ortschaften Gangelt, Mindergangelt, Kreuzrath, Stahe, Niederbusch, Hohenbusch, Langbroich und Harzelt, sowie die Gemeinde Birgden mit der Ortschaft Birgden dem Amt Gangelt im Kreis Geilenkirchen an. Zum 1. Oktober 1926 fusionierten die Ortschaften Langbroich und Harzelt mit der Ortschaft Schierwaldenrath (Gemeinde Waldfeucht, Kreis Heinsberg) zur Gemeinde Schierwaldenrath. Die Gemeinde Schierwaldenrath schloss sich nach zähen Verhandlungen auch weiterhin dem Amt Waldfeucht im Kreis Heinsberg an. Durch die Zusammenlegung der beiden Kreise Heinsberg und Geilenkirchen zum Kreis Geilenkirchen im Jahre 1932 und dessen Umbenennung im Jahre 1933 zum Kreis Geilenkirchen-Heinsberg gehörte das Amt Gangelt einem neuen, größeren Kreisgebiet an.
Mit der neuen Amtsordnung vom 8. Oktober 1934 wurden alle bestehenden Ämter im Kreis Geilenkirchen-Heinsberg aufgelöst. Die Gemeinde Gangelt (Gangelt, Kreuzrath, Stahe, Niederbusch, Hohenbusch, Mindergangelt) des aufgelösten Amtes Gangelt, die Gemeinde Schierwaldenrath (Langbroich, Harzelt, Schierwaldenrath) des aufgelösten Amtes Waldfeucht und die seinem Amte angehörigen Gemeinden Schümmerquartier (Schümm, Hastenrath, Kievelberg, Vintelen, Brüxgen, Buscherheid) und Breberen (Breberen, Nachbarheide) wurden zu einem neuen Amte „Gangelt“ zusammengefasst. Die dem aufgelösten Amte Waldenrath angehörige Gemeinde Waldenrath, die Gemeinde Aphoven des aufgelösten Amtes Aphoven und die Gemeinde Birgden des aufgelösten Amtes Gangelt wurden zu einem neuen Amte „Waldenrath“ zusammengeschlossen.
Am 1. Juli 1969 wurden durch das Gesetz zur Neugliederung von Gemeinden des Selfkantkreises Geilenkirchen-Heinsberg die Ämter wiederum aufgelöst. Mit der Eingliederung der Gemeinde Birgden aus dem aufgelösten Amt Waldenrath und den Gemeinden Gangelt, Schierwaldenrath und Schümmerquartier in die neue Gemeinde Gangelt bildete sich die kommunale Verwaltungseinheit, wie wir sie heute kennen.

### Ortsteil Mindergangelt unter niederländischer Verwaltung
1948 wurde der Ortsteil Mindergangelt, zusammen mit weiteren Gebieten des Selfkants, durch die Niederlande annektiert. Die Staatsgrenze trennte nun den Rest der Gemeinde Gangelt, der bei Deutschland verblieb, und Mindergangelt, das dem niederländischen Drostambt Tudderen zugeteilt wurde. Erst im August 1963 gaben die Niederlande das annektierte Gebiet an Deutschland zurück und Mindergangelt wurde wieder Teil der Gemeinde Gangelt (während die anderen vormals niederländischen Orte der neuen deutschen Gemeinde Selfkant zugeteilt wurden).
Aus dieser Zeit stammt auch die 150 kV-Hochspannungsfreileitung zwischen den niederländischen Umspannwerken Maalbroek und Beersdal, welche westlich von Gangelt durch deutsches Gebiet verläuft.

## Politik

### Gemeinderat
- CDU: 21 Sitze
- SPD: 4 Sitze
- FDP: 1 Sitz
- UB: 2 Sitze
- FW: 2 Sitze
- Die PARTEI: 2 Sitze[7]

(Stand: Kommunalwahl am 25. Mai 2014, aktualisiert am 31. Mai 2019)

### Parteien
- Christlich Demokratische Union Deutschlands (CDU) – Gemeindeverband Gangelt
- Bündnis 90/Die Grünen - Ortsverband Gangelt
- Freie Demokratische Partei (FDP) – Ortsverband Gangelt
- Die PARTEI – Ortsverband Gangelt
- Sozialdemokratische Partei Deutschlands (SPD) – Ortsverein Gangelt
- Gemeinschaft Politisch Interessierter Jugendlicher Gangelts (GPIJG)

### Bürgermeister
- 1812–1857 Hermann Josef Claeßen
- 1857–1884 Engelbert Stick
- 1885–1915 Franz Josef Savels
- 1915–1923 Ferdinand Nießen
- 1924–1933 Franz Laumen
- 1933–1935 Edmund Scholl (kommissarischer Bürgermeister)
- 1935–1946 Hubert Staßen
- 1946–1969 Hermann von den Driesch
- 1969–1997 Heinrich Aretz
- 1997–2020 Bernhard Tholen
- seit 2020 Guido Willems

### Wappen und Banner

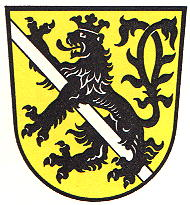
Historisches Gemeindewappen
Derzeit verwendetes Gemeindewappen
Gemeindebanner mit Wappen

Blasonierung: Das Wappen enthält einen in Gold nach rechts gewandten, aufsteigenden, gekrönten, rot bewehrten, schwarzen, zweigeschwänzten Löwen, belegt mit einem silbernen Schrägrechtsbalken. Dem Wappen liegt das aus dem 12. Jahrhundert stammende Gerichts- und Schöffensiegel zugrunde.
Das Banner der Gemeinde Gangelt ist geteilt von Schwarz nach Gold (Gelb) und trägt in der Mitte des Tuches das Wappen." Die Hauptsatzung gibt nur Auskunft über eine Flagge, aber nicht über deren Gestaltung. Es werden Banner mit und ohne Wappen gezeigt.

### Gemeindepartnerschaften
- Gemeinde Schinveld (Niederlande) bzw. die heutige Gemeinde Beekdaelen (Niederlande), seit 29. April 1975 verschwistert
- Sohland an der Spree (Sachsen), Partner seit 1991
- Kruibeke (Belgien), Freundschaft seit 1998

## Kultur und Sehenswürdigkeiten

### Theater
Theatergruppe Kreuzrath; Langbröker Selfkanttheater

### Museen

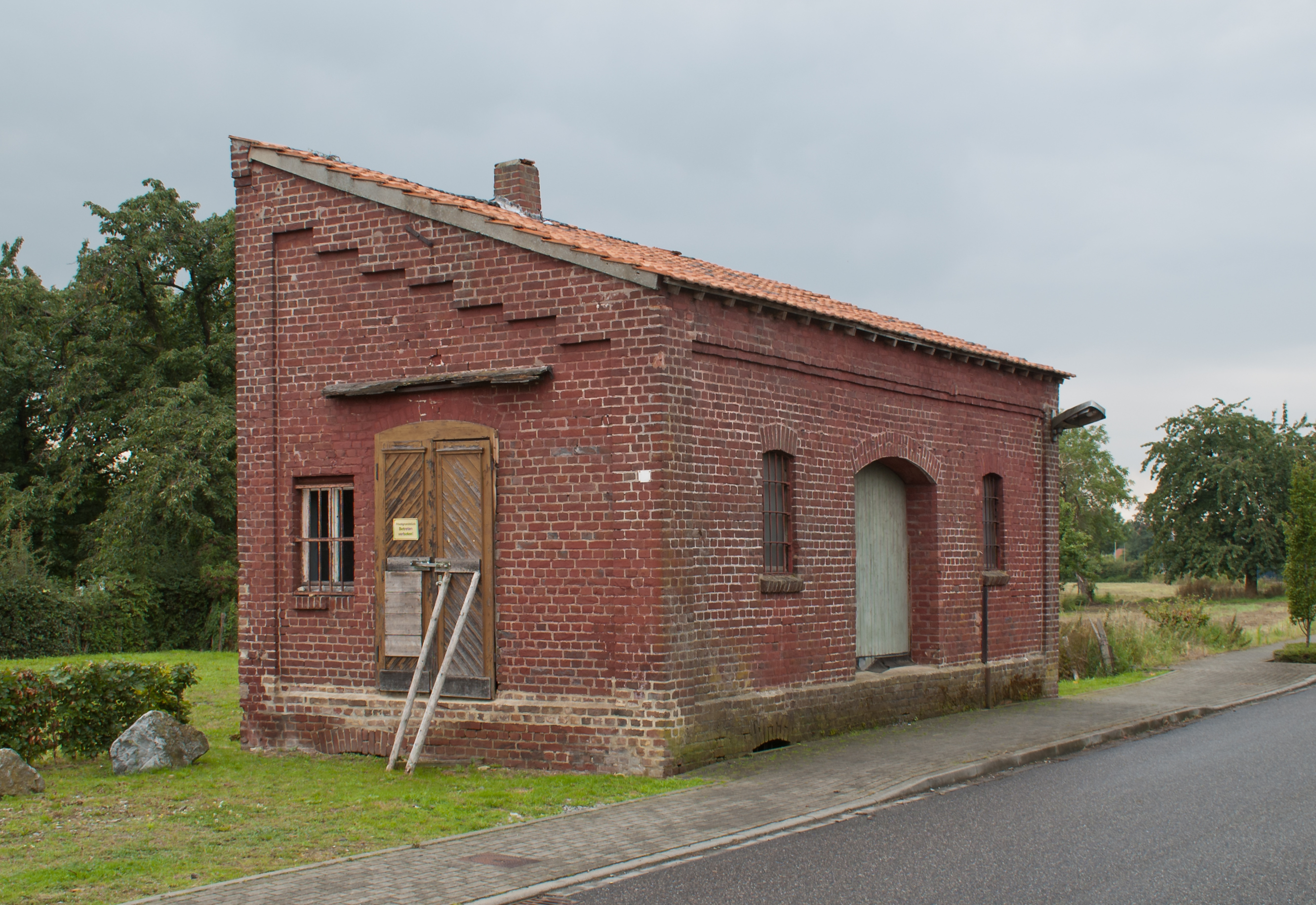
Der Güterschuppen der ehemaligen Geilenkirchener Kreisbahnen in Gangelt, letztes erhaltenes Betriebsgebäude der Bahn

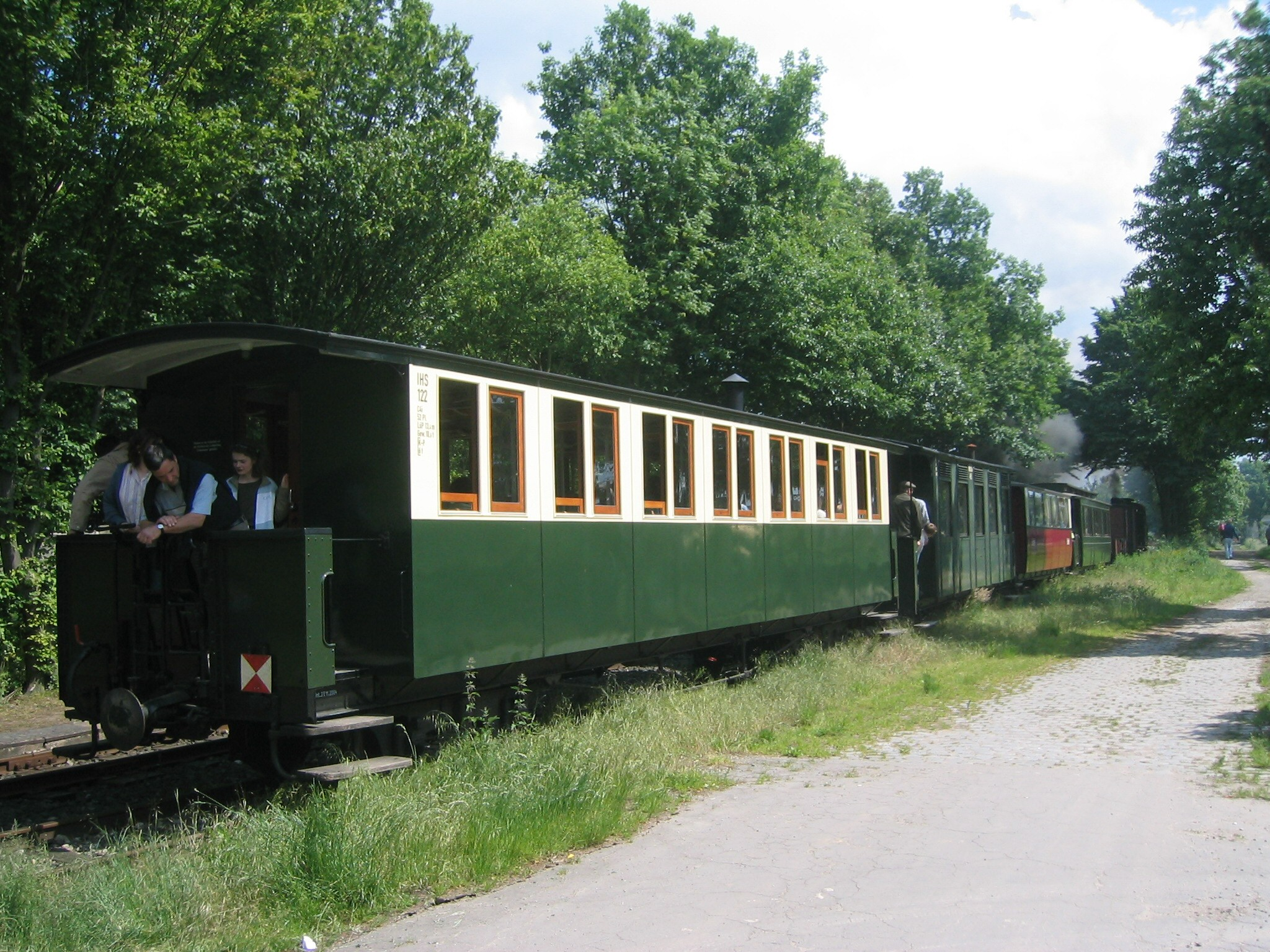
Die Selfkantbahn

- Die Selfkantbahn ist eine Museumsbahn, die auf einem Reststück des nördlichen Streckenastes der Geilenkirchener Kreisbahnen zwischen Schierwaldenrath und Gillrath mit historischem Rollmaterial betrieben wird.
- Die Museumsmühle Breberen, eine Turmwindmühle, ist über 150 Jahre alt und immer noch voll funktionstüchtig. Die Getreidemühle gehört zu den so genannten Turmwindmühlen, ein seltener Mühlentyp, bei dem Turmhaube und Flügelkreuz flexibel sind und sich so immer in den Wind drehen können. Auch die zweiteiligen stromlinienförmigen Flügel mit beweglichem Heckteil sind ganz auf die optimale Windnutzung eingestellt, eine Technik, die man in den 1930er Jahren bei Flugzeugen abgeschaut hat.
- Das Dorf- und Feuerwehrmuseum Birgden zeigt auf etwa 100 m² Exponate des dörflichen Lebens und der Feuerwehr. Neben alten Feuerwehrfahrzeugen sind auch andere Maschinen und Gegenstände aus der Zeit des Zweiten Weltkriegs ausgestellt.

### Stolpersteine
Zwischen Februar 2016 und Februar 2018 wurden durch den Künstler Gunter Demnig im Ortskern insgesamt 43 Stolpersteine verlegt. An zehn Verlegestellen wird an die Schicksale jüdischer Familien aus Gangelt erinnert.

### Bauwerke
- Bergfried der Burg Gangelt
- Stadttore und Stadtmauer
- Die mittelalterliche Kirche St. Nikolaus
- Motten, Wehrhügel aus dem frühen Mittelalter
- Etzenrather Mühle in Mindergangelt
- Brommler Mühle
- Dahlmühle
- Die Kirche St. Maternus in Breberen
- Haus Altenburg in Breberen

### Parks
- Der 700 ha umfassende Natur- und Landschaftspark Rodebach/Roode Beek wird gemeinsam mit der benachbarten niederländischen Gemeinde Beekdaelen entwickelt.
- Der Wildpark Gangelt ist ein Hochwild-Freigehege mit Falknerei und Imkerei

### Sport
Das Freizeitzentrum Gangelt umfasst ein beheiztes Freibad, Minigolf und einen Kahnweiher. Weiterhin gibt es in der Gemeinde Gangelt eine Vielzahl von Sportvereinen, wie zum Beispiel die SVG Birgden-Langbroich-Schierwaldenrath (2012 e. V.), den TC Gangelt und die SG Gangelt-Hastenrath.
2021 bewarb sich die Gemeinde als Host Town für die Gestaltung eines viertägigen Programms für eine internationale Delegation der Special Olympics World Summer Games 2023 in Berlin. 2022 wurde sie als Gastgeberin für Special Olympics Spanien ausgewählt. Damit wurde sie Teil des größten kommunalen Inklusionsprojekts in der Geschichte der Bundesrepublik mit mehr als 200 Host Towns.

### Regelmäßige Veranstaltungen
In Gangelt findet in großen Teilen des historischen Ortskerns jährlich am 1. Advent ein Nikolausmarkt statt. Seit 2010 findet am Kahnweiher jährlich die Gangelter Musiknacht mit diversen Musikern statt. Jedes Jahr zur Karnevalszeit gibt es einen Rosenmontagsumzug. Seit 2010 findet einmal jährlich, am zweiten Wochenende im September, ein Ritterfest in Gangelt statt. Die Besucher erwarten Ritterkämpfe und -turniere, mittelalterliche Klänge, Speis und Trank, Bogenschießen und Axtwerfen.

## Infrastruktur und Wirtschaft

### Verkehr
Bis zur Herabstufung zur L 47 führte die Bundesstraße 56 in Ost-West Richtung durch das Gemeindegebiet.
Die ehemalige schmalspurige Geilenkirchener Kreisbahn tangierte das Gemeindegebiet, auf einem Restteilstück findet der museale Bahnverkehr der Selfkantbahn statt.
Die AVV-Buslinien 423, 435, 437, 439, 472, 474 und SB3 der WestVerkehr verbinden Gangelt seinen Nachbarorten sowie mit Geilenkirchen, Heinsberg und Sittard. 
Zudem verkehrt der Multi-Bus seit dem 9. Juni 2024 kreisweit erweitert und zu einheitlichen Bedienzeiten. Mehr Informationen gibt es bei WestVerkehr.
| Linie | Linienverlauf |
| ----- | --- |
| 423   | (Stahe – Niederbusch) / (Kreuzrath – Birgden – Schierwaldenrath – Langbroich) – Birgden Schule oder Breberen Grundschule – (Schümm ←) Kievelberg – Hastenrath – Gangelt – Mindergangelt – Gangelt Bf – Vinteln – Langbroich                                                            |
| 435   | Geilenkirchen Bf – Bauchem – Gillrath – Stahe – Birgden – Kreuzrath – Gangelt – Süsterseel – Hillensberg – Wehr – Tüddern – Höngen |
| 437   | Geilenkirchen Bf – Bauchem – Niederheid – Hatterath – Gillrath – Stahe – Niederbusch – Gangelt – Hastenrath – Kleinwehrhagen – Großwehrhagen – Höngen |
| 439   | Millen – Tüddern – (Höngen –) Wehr – Hillensberg – Süsterseel (← Gangelt) |
| 472   | Heinsberg Busbf – Schleiden / (Aphoven – Laffeld – Scheifendahl – Erpen) – Straeten – Waldenrath – Birgden (– Schierwaldenrath – Langbroich – Vinteln – Gangelt) |
| 474   | Heinsberg Busbf – (Aphoven – Laffeld –) Selsten – (Braunsrath – Löcken – Schöndorf – Obspringen – Brüggelchen) / Hontem – Waldfeucht – Bocket – Saeffelen / Abzw. Nachbarheid ← Breberen – (Harzelt ← Langbroich ←) (Kievelberg – Hastenrath) / (Brüxgen – Schümm) / Vinteln – Gangelt |
| SB3   | Schnellbus: Geilenkirchen Bf – Bauchem – Gillrath – Stahe – Gangelt – Süsterseel – Höngen – Tüddern – Sittard Stadhuis – Sittard Bf |

### Medien
- Die Aachener Zeitung
- Die Aachener Nachrichten
- Drei-Länder-Kurier
- Westblick

### Öffentliche Einrichtungen
- Betreuungseinrichtungen für Kinder
  - Kindertagesstätte KinderReich Gangelt
  - Kath. Kindergarten Gangelt
  - Gemeinde-Kindergarten Villa Kunterbunt Stahe
  - Kath. Kindergarten Birgden
  - Kindergarten Lindenbaum Breberen e. V.
  - Kindergarten Regenbogen e. V. Schierwaldenrath
  - Mobile Jugendarbeit Gangelt

- Freiwillige Feuerwehr
  - Den Brandschutz stellen in der Gemeinde Gangelt 7 Löschgruppen sicher, die in 3 Zügen organisiert sind:
    - Zug I: Gangelt, Stahe
    - Zug II: Birgden, Schierwaldenrath
    - Zug III: Breberen, Langbroich, Hastenrath

### Bildung
- Gesamtschule Gangelt-Selfkant
- Nikolaus-Schule Breberen (Grundschule)
- Schule der Begegnung Birgden (Grundschule)
- Jakob-Muth-Schule (Förderschule mit den Förderschwerpunkten Lernen, Sprache, Emotionale und soziale Entwicklung)

## Persönlichkeiten

### Geboren in der Gemeinde Gangelt
- Gottfried Reichmann (* vor 1613; † 1643), Abt im Kloster Wedinghausen und Generalvikar der Zirkarie Westfalen
- Jacobus Kritzraedt (* 1602; † 1672), Jesuit, schrieb 1644 die Stadtchronik
- Anton Gottfried Claessen (* 1788; † 1847), Weihbischof in Köln
- Wilhelm Kreiten (* 22. Juni 1847; † 6. Juni 1902 in Kerkrade/Holland), Jesuit, Schriftsteller, Literaturkritiker
- Peter Anton Tholen (* 1882; † 1950), Archäologe
- Heinrich Meuffels (* 1927; † 2015), Politiker
- Bettina Bougie (* 1939), Schauspielerin
- Anton Nordhausen (* 1928; † 2013), Kommunalpolitiker (CDU)
- Wilhelm Grün (* 1959), Generalmajor des Heeres der Bundeswehr
- Margit Wennmachers (* 1965), amerikanische Unternehmerin

### Mit Gangelt verbunden
- Gerhard Mercator (* 1512; † 1594), Geograph und Kartograf, zeichnete 1569 die Merkatorkarte: Seine Eltern stammten aus Gangelt, wo er seine Kindheit verbrachte. An Mercator erinnert der Mercatorpunkt, dieses Denkmal wurde auf dem Konfluenzpunkt des 6. Längengrades und des 51. Breitengrades am Nordrand des Hauptorts Gangelt errichtet.[11]
- Werner Eggerath (* 1900; † 1977), Kommunist, Ministerpräsident des Landes Thüringen: In seiner Erzählung Der Aufstand zu Mindersted schildert er seine politische Agitation in Gangelt um 1926.
- Wilfried Mohren (* 1958), deutscher Sportreporter, lebte in Gangelt

## Belege
1. ↑  Bevölkerung der Gemeinden Nordrhein-Westfalens am 31. Dezember 2024 – Fortschreibung des Bevölkerungsstandes auf Basis des Zensus 2022. Landesbetrieb Information und Technik Nordrhein-Westfalen (IT.NRW), abgerufen am 18. Juni 2025. (Hilfe dazu)
2. ↑  Quelle: Landesarchiv Nordrhein-Westfalen Abt. Rheinland: Rep. 216 – Gerichte (Erbgesundheits-Obergericht Köln), Nr. 149 und Nr. 264 u. ö. – Vgl. auch H. Seipolt: Harry Seipolt: Veronika A. zum Beispiel. Eine Gangelter Psychiatrie-Patientin im Strudel der Vernichtung „lebensunwerten Lebens“. In: Ralf Seidel, Wolfgang Franz Werner (Hrsg.): Psychiatrie im Abgrund. Spurensuche und Standortbestimmung nach den NS-Psychiatrie-Verbrechen. Köln 1991, S. 63. Anm. 48.
3. ↑  Quelle: Landesarchiv Nordrhein-Westfalen Abt. Rheinland, Generalakten der Abt. 9 vom Amtsgericht Aachen, Erbgesundheitssachen 1934 – Dezember 1935, XVI Nr. 1, Rep. 216/305, S. 179. Vgl. auch Harry Seipolt: Zwangssterilisation und NS-„Euthanasie“ in der Region Aachen. Alano Herodot, Aachen 1995, S. 39, 50, 74, 99.
4. ↑  Elke Silberer und Christos Pavlakis: Gangelt und der Wettlauf gegen das Coronavirus. In: Westdeutsche Zeitung. 27. Februar 2020, abgerufen am 27. Mai 2025.
5. ↑  Martin Bünermann: Die Gemeinden des ersten Neugliederungsprogramms in Nordrhein-Westfalen. Deutscher Gemeindeverlag, Köln 1970, S. 101.
6. ↑  Dettmar Fischer: „Für die Holländer die Pruisen, für die Deutschen die Holländer“. Aachener Nachrichten, 17. November 2018, abgerufen am 27. Mai 2025.
7. 1 2  Ratswahl – Gemeinde Gangelt – Gesamtergebnis. Gemeinde Gangelt, 13. September 2020, abgerufen am 27. Mai 2025.
8. ↑  Host Towns. World Games Berlin 2023 Organizing Committee gGmbH, März 2023, abgerufen am 27. Mai 2025.
9. ↑  Host Town Program. World Games Berlin 2023 Organizing Committee gGmbH, abgerufen am 27. Mai 2025.
10. ↑  Ritterfest Gangelt. Die Schildwaechter zu Gangelt e. V., abgerufen am 27. Mai 2025.
11. ↑  Geschichte der Gemeinde Gangelt. Gemeinde Gangelt, abgerufen am 29. Juli 2020.